# Jonas Blue
Guy James Robin (Chelmsford, 2 augustus 1989) is een Brits diskjockey, muziekproducent en songwriter. Hij maakt vooral muziek in het genre dancepop en house.
Blue maakte in 2015 een deephouse-versie van het lied Fast Car van Tracy Chapman. Het nummer haalde de eerste plaats in de hitlijst van Australië. In de zomer van 2016 scoorde hij een wereldhit met Perfect Strangers, en later dat jaar had hij nog een klein hitje met By Your Side. Nieuw succes volgde in de zomer van 2017, waarin hij een hit scoorde met Mama, die in Nederland de nummer 1-positie veroverde.

## Discografie

### Albums
| Album met eventuele hitnotering(en) in de Nederlandse Album Top 100 | Datum van verschijnen | Datum van binnenkomst | Hoogste positie | Aantal weken | Opmerkingen |
| ------------------------------------------------------------------- | --------------------- | --------------------- | --------------- | ------------ | ----------- |
| Blue                                                                | 2018                  | 17-11-2018            | 78              | 3            |             |

| Album met hitnotering(en) in de Vlaamse Ultratop 200 albums | Datum van verschijnen | Datum van binnenkomst | Hoogste positie | Aantal weken | Opmerkingen |
| ----------------------------------------------------------- | --------------------- | --------------------- | --------------- | ------------ | ----------- |
| Blue                                                        | 2018                  | 17-11-2018            | 58              | 110          |             |

### Singles
| Single met eventuele hitnotering(en) in de Nederlandse Top 40 | Datum van verschijnen | Datum van binnenkomst | Hoogste positie | Aantal weken | Opmerkingen                                                  |
| ------------------------------------------------------------- | --------------------- | --------------------- | --------------- | ------------ | ------------------------------------------------------------ |
| Fast Car                                                      | 2015                  | 23-01-2016            | 3               | 24           | met Dakota / Nr. 3 in de Single Top 100                      |
| Perfect Strangers                                             | 2016                  | 16-07-2016            | 2               | 23           | met JP Cooper / Nr. 3 in de Single Top 100                   |
| By Your Side                                                  | 2016                  | 26-11-2016            | 28              | 7            | met Raye / Nr. 35 in de Single Top 100                       |
| Mama                                                          | 2017                  | 24-06-2017            | 1(2wk)          | 24           | met William Singe / Nr. 5 in de Single Top 100               |
| We Could Go Back                                              | 2017                  | 21-10-2017            | tip11           | -            | met Moelogo                                                  |
| Hearts Ain't Gonna Lie                                        | 2018                  | 13-01-2018            | tip9            | -            | met Arlissa                                                  |
| Rise                                                          | 2018                  | 21-07-2018            | 3               | 25           | met Jack & Jack / Nr. 9 in de Single Top 100                 |
| Polaroid                                                      | 2018                  | 08-12-2018            | 20              | 10           | met Liam Payne & Lennon Stella / Nr. 92 in de Single Top 100 |
| What I Like About You                                         | 2019                  | 13-04-2019            | 25              | 8            | met Theresa Rex / Alarmschijf / Nr. 89 in de Single Top 100  |
| Ritual                                                        | 31-05-2019            | 08-06-2019            | 5               | 26           | met Tiësto & Rita Ora / Nr. 11 in de Single Top 100          |
| Younger                                                       | 2019                  | 14-09-2019            | tip19           | -            | met Hrvy                                                     |
| Don't Wake Me Up                                              | 07-01-2022            | 15-01-2022            | tip29*          |              | met Why Don't We                                             |
| Angles                                                        | 25-03-2022            | -                     | -               | -            | met Sevenn                                                   |
| Til the End                                                   | 06-05-2022            | -                     | -               | -            | met Sam Feldt en Sam Derosa                                  |
| Perfect Melody                                                | 06-05-2022            | -                     | -               | -            | met Julian Perretta                                          |
| Don't Wake Me Up                                              | 07-01-2022            | -                     | -               | -            | met BE:FIRST                                                 |
| Always Be There                                               | 27-05-2022            | -                     | -               | -            | met Louisa Johnson                                           |

| Single met hitnotering(en) in de Vlaamse Ultratop 50 | Datum van verschijnen | Datum van binnenkomst | Hoogste positie | Aantal weken | Opmerkingen                            |
| ---------------------------------------------------- | --------------------- | --------------------- | --------------- | ------------ | -------------------------------------- |
| Fast Car                                             | 2015                  | 13-02-2016            | 3               | 23           | met Dakota                             |
| Perfect Strangers                                    | 2016                  | 23-07-2016            | 4               | 24           | met JP Cooper                          |
| By Your Side                                         | 2016                  | 21-01-2017            | 45              | 5            | met Raye                               |
| Mama                                                 | 2017                  | 10-06-2017            | 2               | 30           | met William Singe                      |
| We Could Go Back                                     | 2017                  | 28-10-2017            | tip3            | -            | met Moelogo                            |
| Hearts Ain't Gonna Lie                               | 2018                  | 20-01-2018            | tip42           | -            | met Arlissa                            |
| Alien                                                | 2018                  | 14-04-2018            | tip             | -            | met Sabrina Carpenter                  |
| Rise                                                 | 2018                  | 30-06-2018            | 5               | 32           | met Jack & Jack                        |
| Back & Forth                                         | 2018                  | 15-09-2018            | tip             | -            | met MK & Becky Hill                    |
| Polaroid                                             | 2018                  | 01-12-2018            | 29              | 18           | met Liam Payne & Lennon Stella         |
| Wild                                                 | 2018                  | 23-03-2019            | tip             | -            | met Chelcee Grimes, Tini & Jhay Cortez |
| What I Like About You                                | 2019                  | 11-05-2019            | 44              | 2            | met Theresa Rex                        |
| Ritual                                               | 2019                  | 15-06-2019            | 10              | 26           | met Tiësto & Rita Ora                  |
| I Wanna Dance                                        | 2019                  | 24-08-2019            | tip             | -            |                                        |
| Younger                                              | 2019                  | 21-09-2019            | tip             | -            | met Hrvy                               |
| All Night Long                                       | 2019                  | 23-11-2019            | tip             | -            | met RetroVision                        |
| Mistakes                                             | 2020                  | 14-03-2020            | tip             | -            | met Paloma Faith                       |
| Naked                                                | 2020                  | 11-07-2020            | tip44           | -            | met Max Schneider                      |
| Something Stupid                                     | 2021                  | 20-02-2021            | tip             | -            | met Awa                                |

- Bibliothèque nationale de France: cb17089213v (data)
- Gemeinsame Normdatei: 1112048324
- International Standard Name Identifier: 0000 0004 5979 0668
- Library of Congress Control Number: no2017087165
- MusicBrainz: 17678771-5799-4017-851a-319f25b6948d
- Virtual International Authority File: 775147270586635700009
- WorldCat: E39PBJp6brVx3JVr63KjKYjBfq